# Chisholm v. Georgia
Chisholm versus The State of Georgia (meist zitiert als Chisholm v. Georgia) ist ein Rechtsstreit, der 1793 vom Obersten Gerichtshof der Vereinigten Staaten entschieden wurde. Er wird als eine der ersten wichtigen Entscheidungen des Obersten Gerichtshofs angesehen.

## Hintergrund
Während des Amerikanischen Unabhängigkeitskrieges orderte und erhielt 1777 die ehemalige Kolonie Georgia von dem Geschäftsmann Robert Farquhar aus South Carolina Waren, für die Georgia allerdings nicht wie vereinbart zahlte. Nach dem Tod des Warenhändlers erhob dessen Nachlassverwalter Alexander Chisholm 1792 Klage gegen Georgia, das nunmehr ein Gliedstaat der Vereinigten Staaten von Amerika war.
Georgia lehnte es ab vor dem Obersten Gerichtshof zu erscheinen und berief sich dabei auf die Lehre der sovereign immunity: Es unterliege als souveräner Staat ohne seine eigene Zustimmung nicht der Jurisdiktion der Bundesgerichte.

## Die Entscheidung des Obersten Gerichtshofs
Da die Verfassung der Vereinigten Staaten zum Zeitpunkt der Entscheidung erst seit einigen Jahren in Kraft war, gab es noch kaum Fallrecht, auf das sich der Oberste Gerichtshof bei seiner Entscheidungsfindung stützen konnte. Der Gerichtshof bejahte jedoch unter Hinweis auf Artikel 3 Abschnitt 2 der Verfassung der Vereinigten Staaten, durch den die sovereign immunity der Gliedstaaten eingeschränkt sei, dass Rechtsstreitigkeiten zwischen einem Gliedstaat der Vereinigten Staaten und einem Bürger eines anderen Gliedstaates unter die Bundesgerichtsbarkeit fielen.
Artikel III Sektion 2 der Verfassung bestimmt ausdrücklich:
The judicial Power [of the United States] shall extend to all [...] Controversies between two or more States; between a State and Citizens of another State; between Citizens of different States; [...] and between a State, or the Citizens thereof, and foreign States, Citizens or Subjects.

## Reaktionen auf die Entscheidung
In Reaktion auf die Entscheidung im Fall Chisholm v. Georgia wurde 1794/95 der 11. Zusatzartikel zur Verfassung der Vereinigten Staaten eingebracht und ratifiziert, wonach ein solcher Rechtsstreit zwischen einem Gliedstaat der Vereinigten Staaten und einem Bürger eines anderen Gliedstaats oder einem auswärtigen Staat nicht mehr der Bundesgerichtsbarkeit unterliegt:
The Judicial power of the United States shall not be construed to extend to any suit in law or equity, commenced or prosecuted against one of the United States by Citizens of another State, or by Citizens or Subjects of any Foreign State.